# Protium altissimum
Espèce
Synonymes
- Amyris altissima (Aubl.) Willd.
- Bursera altissima (Aubl.) Baill.
- Elaphrium altissimum (Aubl.) Spreng. ex D. Dietr.
- Icica altissima Aubl. - Basionyme
- Protium excelsior Byng & Christenh.
- Tetragastris altissima (Aubl.) Swart
- Tetragastris phanerosepala Sandwith
- Tingulonga altissima (Aubl.) Kuntze[2]

Protium altissimum est une espèce d'arbres de la famille des Burseraceae.
Il est connu en Guyane sous les noms de Encens rose, Bois yaya (St-Georges) (Créole), Yaya'ɨ (Wayãpi), Ayay (Palikur), Breu-manga (Portugais), Pirika (Kali'na), Moni, Sali, Lebi sali  (Nenge tongo).
Au Guyana, on l'appelle Bread and cheese (Créole du Guyana), Haiawaballi (Arawak), Pïrïka (Caribe).

## Description
Protium altissimum est un arbre atteignant 30 m, doté de contreforts inégaux.
Ses feuilles imparipennées comptent (5-)7-9(-15) folioles chartacées.
Ses inflorescences sont des panicules très ramifiés depuis leur base, atteignant jusqu'à 20 cm de long, avec des rachiles pubérulents.
Le pédicelle est long de 0,2 cm.
Son fruit est une drupe globuleuse, rouge, glabre, à 2-5 lobes, ou obliquement ovoïde et non lobée, mesurant jusqu'à 3,4 × 4 cm, à base et à apex quelque peu rétus.
Il contient 1-5 pyrènes ovoïdes déprimés.

## Répartition
On le rencontre dans les Guyanes où il est localement abondant dans les forêts tropicales.

## Écologie
En Amazonie orientale, T. altissima est un arbre tolérant à l'ombre qui se développe mieux en milieu perturbé qu'en régénération naturelle.
On a étudié sa croissance en diamètre (0,46 cm/an), la répartition spatiale de ses populations dans des forêts fragmentées du Mato Grosso, et les modalités de sa dissémination par la faune frugivore (primates et oiseaux) en Guyane.

## Utilisations
Au Guyana, l'arille blanc autour des graines est comestible. La résine crémeuse est parfois brûlée comme encens. Le bois est un bois commercial : il est localement utilisé pour les planches, les meubles, les canots et le bois de chauffage.
Dans les communautés Palikur de Guyane, le bain de décoction d'écorce soigne l'érysipèle en traitement de longue durée.
Associée à l'écorce de Parkia pendula la même décoction est bue deux cuillères le matin, comme contraceptif, ou comme abortif à forte dose.
Chez les Suruí du Rondônia, l'écorce râpée est appliquée localement pour soulager les démangeaisons.
Son bois est utilisé pour faire des pirogues.

## Protologue
En 1775, le botaniste Aublet propose le protologue suivant : 

« ICICA (altiſſima) foliis ampliuimis, impari-pinnatis 5 fructu racemoſo. (Tabula 132.)
Arbor ſexaginta-pedali, ad ſummitatem ramoſiſſimo ; ramis latè & undiquè ſparſis ; ramulis folioſis & fructiferis. Folia alterna, impari-pinnata ; foliolis ampliſſimis, rigidis, ovatis, in acumen obtuſum, longum deſinentibus, glabris, integerrimis, ſubſeſſilibus, utrinquè tribus oppoſitis, coſtæ adnexis. Fructus racemoſi. Capsula ſubovata magna, bi, tri, quadri aut ſex-valvis; valvulis carnoſis, extùs verrucoſis, rufeſcencibus. Semina : oſſicula duo, tria aut quatuor, nigra, pulpâ albâ, dulci obvoluta.
E cortice inciſo ſuccus balſamicus & reſinoſus, odoris grati ſtillat.
Fructum ferebat Januario.
Habitat in ſylvis Caux.
Nomen Gallicum CEDRE BLANC ob colorem ligni ; reperitur iiſdem locis varietas hujus arboris, cujus lignum ex rubro incarnatum eſt; quâ ratione nominatur CEDRE ROUGE.

L'ICIQUIER cèdre. (Tabula 132.)
Le tronc de cet arbre s'élève juſqu'à ſoixante pieds, ſur trois & quelquefois quatre pieds de diamètre; ſon écorce eſt rouſſâtre, ridée, gerſée ; ſon bois eſt rougeâtre, léger, & débite ſec, il flotte ſur l'eau. Il pouſſe à ſon ſommet une grande quantité de branches dont les unes ſont droites, & les autres horiſontales qui ſe répandent au loin, & en tous ſens. Ses branches portent des rameaux chargés de feuilles alternes ; elles font ailées à deux rangs de folioles, terminées par une impaire -, chaque rang eſt compoſé de trois ou de quatre folioles ; celles-ci ſont vertes, entières, liſſes, fermés, ovales, terminées par une longue pointe, leur pédicule eſt très court, creuſé en gouttiere en deſſus ; elles ſont rangées ſur une côte commune, deux à deux, oppoſées ; les plus grandes ont un pied de longueur ſur trois & quatre pouces de largeur ; de l'aiſſelle des feuilles, & de l'extrémité des rameaux, naiſſent des grappes de fleurs auxquelles ſuccèdent des fruits irréguliers, & preſque ovoïdes. 
Les fruits ſont des capsules qui s'ouvrent en deux, trois, quatre, cinq ou ſix valves épaiſſes, charnues, & convexes extérieurement, concaves, & rouges intérieurement ; dans 1'intérieur de cette capſule eſt une ſubſtance blanche, ſucculente, qui ſe partage en autant de quartiers qu'il, a de valves, chaque quartier renferme un osselet noir, qui contient une amande à deux cotylédons. La ſubſtance, qui enveloppe les oſſelets, eſt douce & agréable au goût ; les Créoles la ſucent avec plaiſir. lorſqu'on entaille l'écorce de l'iciquier cèdre, il en découle un ſuc balſamique & réſineux. 
Je n'ai pas eu occaſion d'obſerver les Fleurs de cet arbre ; il étoit en fruit dans le mors de Janvier. Je l'ai trouvé dans les grandes forêts de Caux, il eſt aſſez commun ; les habitans de ce quartier le nomment CÈDRE BLANC, parceque ſon bois eſt moins rouge que celui de l'arbre qu'ils appellent CÈDRE ROUGE; & ce cèdre rouge n'eſt qu'une variété du cèdre blanc. Ils prétendent que le bois du cèdre rouge eſt de plus longue durée employé en meubles, en charpente, & que les pirogues & les barques faites avec le bois de cette eſpèce, ſubſiſtent beaucoup plus longtemps. 
L'on a repréſenté les fruits de grandeur naturelle. »

— Fusée-Aublet, 1775.